# Автошлях Р 74
Автошля́х Р 74 — автомобільний шлях регіонального значення в Україні. Проходить територією Дніпропетровської та Кіровоградської областей через П'ятихатки — Кривий Ріг — Широке. Загальна довжина — 49,5 км. Колишній Т 0418.
Дана нумерація набрала чинності з 1 січня 2013 року.

## Маршрут
Автошлях проходить через такі населені пункти:
| Автошлях Р 74            |              |
| Дніпропетровська область |              |
| П'ятихатський район      |              |
| П'ятихатки               | E50М30       |
| Вершинне                 |              |
| Богдано-Надеждівка       |              |
| Полтаво-Боголюбівка      |              |
| Жовті Води               | Т 1210       |
| Кіровоградська область   |              |
| Петрівський район        |              |
| Ганнівка                 |              |
| Дніпропетровська область |              |
| Криворізький район       |              |
| Кривий Ріг               | Т 0434       |
| Коломійцеве              | Т 0434       |
| Тернуватий Кут           | Т 0434       |
| Новоіванівка             | Т 0434       |
| Кривий Ріг               | Н11Н23       |
| Широківський район       |              |
| Широке                   | Т 0411Т 0447 |